# Oligostomis reticulata
Oligostomis reticulata – gatunek owada wodnego z rzędu chruścików i rodziny chruścikowatych (Phryganeidae). Larwy budują przenośne domki, zbudowane z części roślinnych lub detrytusu.
Gatunek uważany za eurytopowy, zasiedlający wszystkie typy wód, w Europie nie występujący na Półwyspie Iberyjskim i Wyspach Brytyjskich. W Polsce może być uznany za limneksena, typowy dla śródleśnych strumieni.
Jedną larwę złowiono w rowie przepływającym przez torfowisko (Nizina Szczecińska), stosunkowo często larwy spotykane w dystroficznych strumieniach śródleśnych bagiennego lasu mieszanego obwodu królewieckiego.
W Finlandii gatunek spotykany w potokach i kanałach, czasami w zalewach morskich, imagines poławiane nad jeziorami Łotwy, larwy zasiedlają małe, wpadające do jezior kanały, gatunek raczej reofilny. Larwy spotykane w torfowiskach i limnokrenach Niziny Rumuńskiej oraz wodach stojących, dystroficznych Niemiec. Nad Balatonem imagines spotykane bardzo rzadko.